# 悪魔のスケルツォ
『悪魔のスケルツォ』（Scherzo diabolico）は、シャルル＝ヴァランタン・アルカンが作曲した『短調による12の練習曲』作品12の第3曲。
演奏時間は約4分半。曲は三部形式で書かれており、ト短調で開始してト長調の中間部を持つ。ショパンの『スケルツォ第2番』Op.31と多くの類似点が認められる。
曲はト短調でそっと始まるが、半音階的な変イ音が色を添える。曲中を通して散見されるこの半音関係はナポリの六度に由来するものである。曲は随所で急速なアルペジオを執拗に用いており、高い推進力を持って進む。
中間部はウン・ポコ・ピウ・ラルガメンテと指定されており、フォルティッシシモ（fff）、分厚い和音を用いることでスケルツォ部との鮮やかな対比を出している。
スケルツォ部が再現されるがピアニッシッシモ（ppp）と指定されており、さらに弱音ペダルとサステイン・ペダルを踏むように指示されている。スケルツォ部の大きな力と速度を制御することはピアニストに非常に困難な要求となっており、その演奏の難しさは鍵盤が重い現代のピアノでは一層増すことになる。
スケルツォ部が音量を弱めて静かに終わると思わせたところで、中間部がラルガメンテ、ト長調で再現されてフォルティッシシモで終結する。